# Rubus urticifolius
Rubus urticifolius är en rosväxtart som beskrevs av Jean Louis Marie Poiret. Rubus urticifolius ingår i släktet rubusar, och familjen rosväxter. Utöver nominatformen finns också underarten R. u. rosiflorus.